# Amata henrici
Amata henrici là một loài bướm đêm thuộc phân họ Arctiinae, họ Erebidae.